# Laphria scorpio
Laphria scorpio là một loài ruồi trong họ Asilidae. Laphria scorpio được McAtee miêu tả năm 1919. Loài này phân bố ở vùng Tân Bắc giới.